# パリ条約 (1815年)
パリ条約（パリじょうやく、英: Treaty of Paris）は、1815年にナポレオン戦争を終結させた条約である。1814年のパリ条約との対比で第二次パリ条約（だいにじパリじょうやく、英: Second Treaty of Paris）という言い方もする。

## 概要
（第二次）パリ条約は、ワーテルローの戦いでのフランス帝国皇帝ナポレオン1世の決定的敗北と再度の退位を受けて、1815年11月20日に締結された。1814年5月30日の第一次パリ条約で第六次対仏大同盟諸国とフランスとが講和した後、百日天下でフランス国民がナポレオンに対して広範な支持を与えたことで、第二次パリ条約で第七次対仏大同盟諸国が提示した講和条件はより厳しいものとなった。
第一次パリ条約とは異なり、第二次パリ条約の締結国はイギリス、オーストリア、ロシア、プロイセンの4国で、フランスは締結国ではなかった。また、第一次パリ条約で認められたフランスの領土は「1792年当時の領土」であったが、第二次パリ条約ではこれが「1790年当時の領土」へと縮小された。さらに、フランスは7億フランの賠償金の支払いを課せられ、最長5年間の同盟軍のフランス駐留と駐留経費の負担も認めさせられた。プロイセンなどはより厳しい講和条件を要求したが、ブルボン朝による王政復古体制の安定のため、要求は緩められた。
パリ条約の締結と同じ日、イギリス、ロシア、オーストリア、プロイセンによって四国同盟が締結された。